# Myrmeciza berlepschi
Myrmeciza berlepschi là một loài chim trong họ Thamnophilidae.